# Farmas
Farmas A/S er en dansk New Holland-jordbrugsmaskinforhandler og maskinværksted med hovedkvarter i Farsø og maskinforretninger i Viborg, Herning og Brønderslev. Virksomheden blev grundlagt i 1941 under navnet Farsø Maskinværksted. Grundlægger var Kr. Nielsen, der startede en produktion af transportører til brunkulslejrene, samt fremstilling af reservedele til biler under krigen, VVS arbejde m.v. I 1953 optog de forhandlingen af Porsche-traktorer, siden Bukh-traktorer. I 1960 får man forhandlingen af Dronningborg-mejetærskere. I 1968 bliver traktorforhandlingen skiftet ud til Ford-traktorer. Aktieselskabet blev etableret i 1971. Virksomheden er i dag ejet af Anette og Ole Borup Rosengreen. i 2023 havde de ca. 100 ansatte.
I Deres sortiment har de maskiner fra New Holland, Kverneland, MI, Kuhn, Hardi, Danfoil, Fasterholt og Giant.